# Тертеи, Йожеф
Йожеф Тертеи (серб. Јожеф Тертеи; род. 5 мая 1960, Сента, Воеводина) — югославский борец греко-римского стиля, призёр Олимпийских игр, призёр чемпионата мира, чемпион Европы, десятикратный чемпион Югославии (1981—1988, 1990, 1991).

## Биография
Родился в Сенте, по национальности — венгр. 
В 1979 году занял третье место на Балканских играх, в 1980 году на чемпионате Балкан, а также был шестым на чемпионате Европы среди юниоров. С 1981 года, после того как Рефик Мемишевич перешёл в супертяжеловесы, стал основным югославским тяжеловесом. В 1981 году был шестым на взрослом чемпионате Европы. В 1982 году стал бронзовым призёром чемпионата Европы, а на чемпионате мира остался пятым. В 1983 году победил на Средиземноморских играх, стал серебряным призёром чемпионата мира и остался шестым на чемпионате Европы. 
На Летних Олимпийских играх 1984 года в Лос-Анджелесе боролся по греко-римской борьбе в тяжёлом весе (до 100 килограммов). Участники турнира, числом в 8 человек в категории, были разделены на две группы. За победу в схватках присуждались баллы, от 4 баллов за чистую победу и 0 баллов за чистое поражение. Когда в каждой группе определялись три борца с наибольшими баллами (борьба проходила по системе с выбыванием после двух поражений), они разыгрывали между собой места в группе. Затем победители групп встречались в схватке за первое-второе места, занявшие второе место — за третье-четвёртое места, занявшие третье место — за пятое-шестое места. 
Йожеф Тертеи, победив в двух и проиграв в одной встрече, в своей группе занял второе место; во встрече за третье место прбедил и стал бронзовым призёром олимпийских игр.
| Выступление на Олимпийских играх 1984 года | Выступление на Олимпийских играх 1984 года | Выступление на Олимпийских играх 1984 года   | Выступление на Олимпийских играх 1984 года | Выступление на Олимпийских играх 1984 года | Выступление на Олимпийских играх 1984 года | Выступление на Олимпийских играх 1984 года | Выступление на Олимпийских играх 1984 года |
| Круг                                       | Соперник                                   | Страна                                       | Результат                                  | Счёт                                       | Баллы                                      | Всего баллов                               | Время схватки                              |
| ------------------------------------------ | ------------------------------------------ | -------------------------------------------- | ------------------------------------------ | ------------------------------------------ | ------------------------------------------ | ------------------------------------------ | ------------------------------------------ |
| 1                                          | Фриц Гердсмейер                            | Федеративная Республика Германии (1949—1990) | Победа                                     | Туше                                       | 4                                          | 4                                          | 5:39                                       |
| 2                                          | Ёсихира Фудзита                            | Япония                                       | Победа                                     | 4-0                                        | 3                                          | 7                                          | 6:00                                       |
| Финал группы «B»                           | Грег Гибсон                                | Соединённые Штаты Америки                    | Поражение                                  | 2-3                                        | 1                                          | 1                                          | 6:00                                       |
| За третье место                            | Георгиос Поикилидис                        | Греция                                       | Победа                                     | 3-0                                        |                                            |                                            | 6:00                                       |

В 1985 году на чемпионате мира был лишь пятым, но завоевал звание чемпиона Европы. В 1987 году был третьим на Золотом Гран-при, вторым на Гран-при Германии, четвёртым на чемпионате Европы и турнире FILA Grand Prix Gala, и пятым на чемпионате мира. В 1988 году стал серебряным призёром чемпионата мира. 
На Летних Олимпийских играх 1988 года в Сеуле боролся по греко-римской борьбе в тяжёлом весе (до 100 килограммов). Регламент турнира оставался прежним. Титул оспаривали 18 человек. 
Йожеф Тертеи, победив в четырёх и проиграв в двух, в своей группе занял лишь третье место. На встречу за пятое место его соперник не явился. 
| Выступление на Олимпийских играх 1988 года | Выступление на Олимпийских играх 1988 года | Выступление на Олимпийских играх 1988 года | Выступление на Олимпийских играх 1988 года | Выступление на Олимпийских играх 1988 года | Выступление на Олимпийских играх 1988 года | Выступление на Олимпийских играх 1988 года | Выступление на Олимпийских играх 1988 года |
| Круг                                       | Соперник                                   | Страна                                     | Результат                                  | Счёт                                       | Баллы                                      | Всего баллов                               | Время схватки                              |
| ------------------------------------------ | ------------------------------------------ | ------------------------------------------ | ------------------------------------------ | ------------------------------------------ | ------------------------------------------ | ------------------------------------------ | ------------------------------------------ |
| 1                                          | Душан Масар                                | Чехословакия                               | Победа                                     | Дисквалификация (пассивность)              | 3                                          | 3                                          | 3:21                                       |
| 2                                          | Масахико Фукубэ                            | Япония                                     | Победа                                     | 17-2 За явным преимуществом                | 4                                          | 7                                          | 4:52                                       |
| 3                                          | Василе Андрей                              | Румыния                                    | Победа                                     | 1-0                                        | 3                                          | 10                                         | 6:00                                       |
| 4                                          | Анджей Вроньский                           | Польша                                     | Поражение                                  | 0-1                                        | 0                                          | 10                                         | 6:00                                       |
| 5                                          | Гурам Гедехаури                            | Союз Советских Социалистических Республик  | Победа                                     | 4-0                                        | 3                                          | 13                                         | 6:00                                       |
| 6                                          |                                            |                                            |                                            |                                            |                                            |                                            |                                            |
| 7                                          | Деннис Козловски                           | Соединённые Штаты Америки                  | Поражение                                  | 0-2                                        | 0                                          | 13                                         | 6:00                                       |
| За пятое место                             | Ю Ён Ёль                                   | Республика Корея                           | Победа                                     | Неявка соперника                           |                                            |                                            | 0:00                                       |

В 1988 году закончил международные выступления, в 1992 году впервые с 1981 года остался вторым на чемпионате Югославии и переехал в Германию, где в течение многих лет выступал за различные клубы в командном чемпионате борцовской бундеслиги.